# Мамонтов, Евгений Альбертович
Евге́ний Альбе́ртович Ма́монтов (24 октября 1964, Владивосток — 9 июля 2023, Красноярск) — российский писатель, педагог.

## Биография
Родился 24 октября 1964 года во Владивостоке.
Заочно окончил Литературный институт имени А. М. Горького в 1993 году.
Публиковался в журналах и альманахах «Дальний Восток», «День и ночь», «Нева», «Новый мир», «Октябрь», «Рубеж», «Сибирские огни».
Преподавал русскую и зарубежную литературу в Дальневосточной государственной академии искусств.
Входил в редколлегию журнала «День и ночь». Член Международного ПЕН-клуба и Союза российских писателей.
С 2013 года жил в Красноярске.
Скончался 9 июля 2023 года после тяжёлой болезни.

## Премии
- 2004 — премия имени Виктора Астафьева[3]
- 2014 — премия О.Генри (за рассказ «Безумный милиционер»)[4]
- 2015 — шорт-лист премии «Ясная Поляна» в номинации «Детство. Отрочество. Юность» (за повесть «Приключения Славки Щукина, или 33 рассказа про враньё»)[5]
- 2022 — премия «Дальний Восток» имени В. К. Арсеньева в номинации «Длинная проза» (за книгу «Моё немое кино»)[6]